# Пейзажная аллея

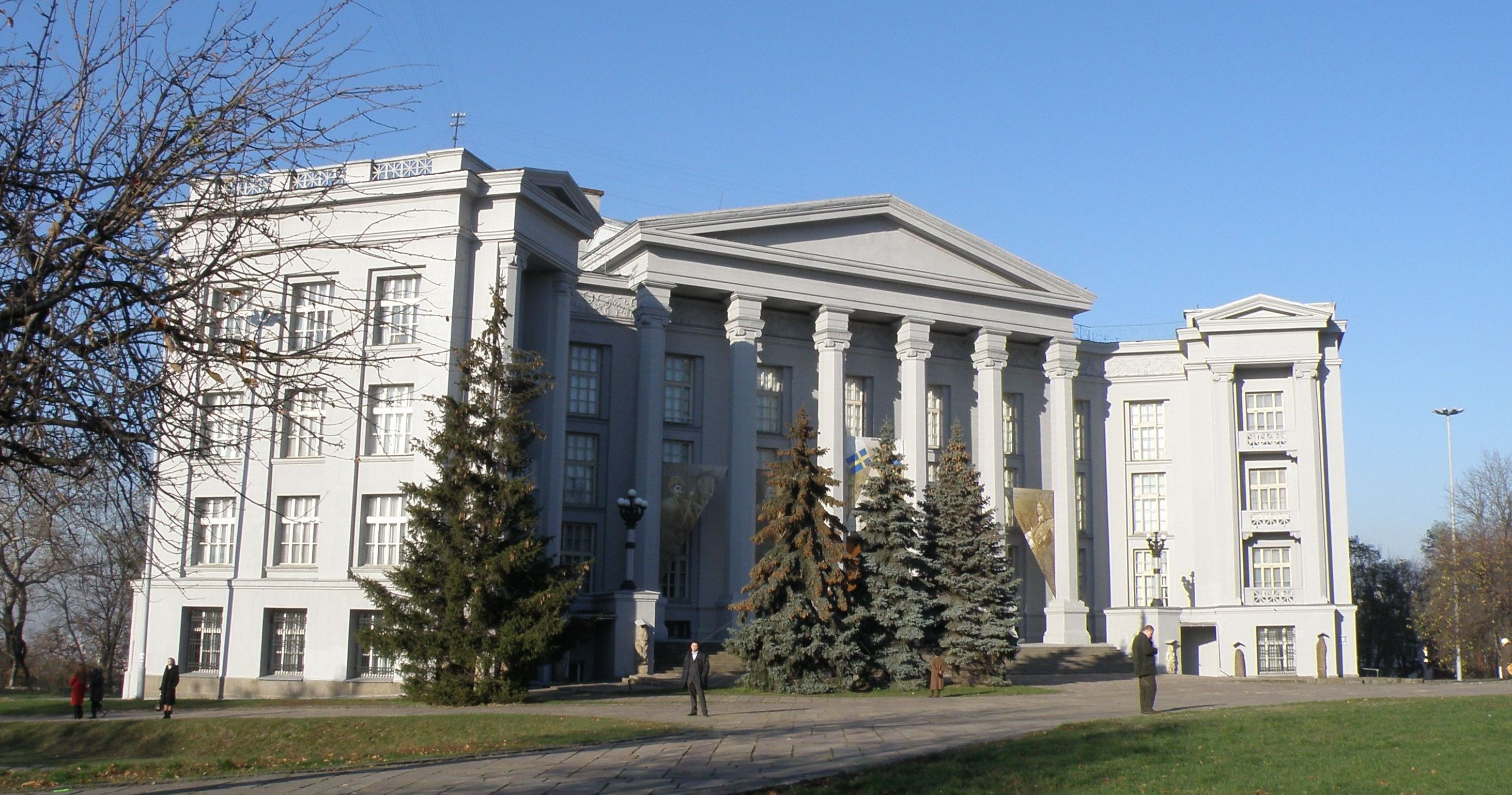
Национальный музей истории Украины

Пейзажная аллея — зона отдыха в Киеве, созданная на месте срытых оборонных валов Верхнего города, которые шли сверху яром, над урочищем Гончары. Фактически это дорожка (автомобильно-пешеходная), которая повторяет трассу вала и объекты ландшафтного дизайна вокруг (бордюры, парковая скульптура, детские площадки, клумбы и т. д.). Берёт начало от смотровой площадки возле Национального музея истории Украины и завершается между зданиями № 36 и 40 по улице Большой Житомирской. Аллея была проложена в начале 1980-х годов по проекту архитектора Авраама Милецкого.
Цель сооружения аллеи — создать возможность осмотра туристами видов Подола и Днепра с высоты исторического Верхнего города. Она проектировалась как часть комплекса Архитектурно-исторического заповедника «Древний Киев», который должен был охватить территории исторических градов, которые составляли Киев. Кроме того, в проекте было предусмотрено:
- организация Археологического музея;
- создание музея градостроения XIX столетия и народных ремёсел;
- реконструкция одной из древних улиц Киева — Андреевского спуска;
- строительство зданий Института археологии АН УССР и музея этого института, а также других зданий;
- упорядочивание киевских гор: Старокиевской, Детинки, Замковой, Андреевской и склонов древнего Копырева конца.

Площадь аллеи — 1,48 га.

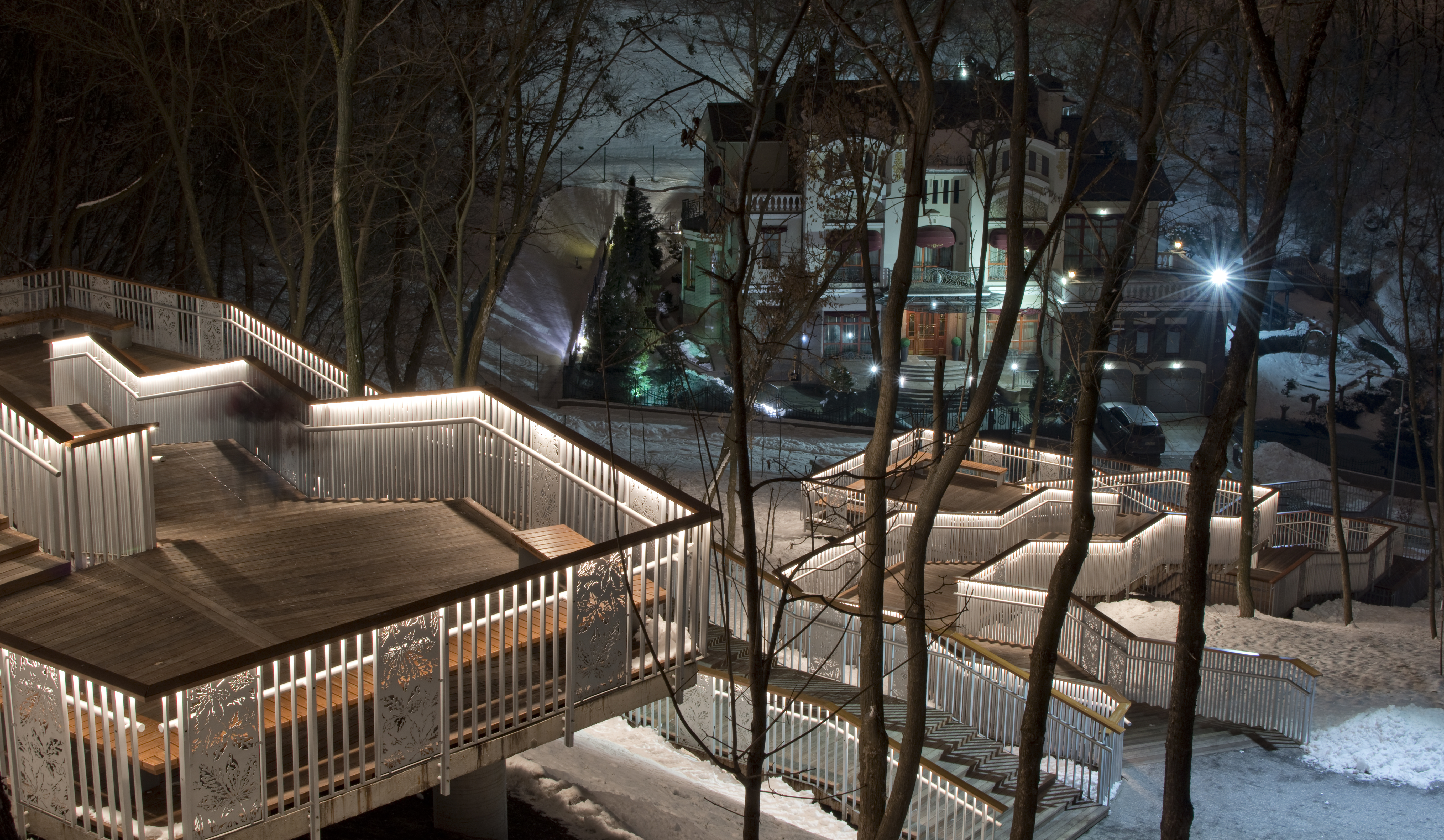
Лестница на Воздвиженку

Из всего масштабного проекта была реализована только «Пейзажная аллея».

## Детский сквер
В 2009 году на Пейзажной аллее был обустроен детский сквер с лавками и величественными котами. В нём установлены фонтаны в виде слоника, голов зебр, выложена мозаикой 30-метровая кошка-стоножка, лавочки в виде кролика, вороны, кота. Благоустройством сквера, на месте которого ранее был пустырь, занимался известный городской скульптор Константин Скритуцкий.
Всего на работы было потрачено около миллиона гривен, причём 15 % собрали сами жители близлежащих домов, остальное дали спонсоры.

## Ресурсы интернета
- Интересные места Киева: Пейзажная аллея
- Прогулка по пейзажной аллее